# Beauty Hunters
The Beauty Hunters è un cortometraggio muto del 1916 diretto da William Robert Daly. Prodotto dalla Selig e sceneggiato da James Oliver Curwood, il film aveva come interpreti James Bradbury Sr., Martha Mattox, Cecil Holland, Frank Clark.

## Trama
John Queerphiz e Jane Apeface non si conoscono ma corrispondono tra di loro e si scambiano le loro foto. Ognuno dei due, però, manda all'altro una foto fasulla così da sembrare molto più bello di quello che è. I due decidono di sposarsi per procura e Jane arriva poi a casa del marito. Quando i due novelli sposi si vedono, restano entrambi costernati dall'aspetto dell'altro tanto da decidere, ognuno per proprio conto, di rivolgersi a un medico in estetica. I due, trasformati, si incontrano senza riconoscersi e si innamorano. Quando torna a casa, Jane viene seguita da John che lei cerca di mandare via poiché suo marito sarà presto a casa. Alla fine i due si riconoscono e ne consegue una lotta in cui parrucche e capelli finti finiscono a terra e i due cadono esausti a terra. Il medico che viene chiamato dichiara che la morte dei due è dovuta a insufficienza cardiaca. Quando il dottore se ne va, i due si riprendono continuando quello che avevano interrotto.

## Produzione
Il film fu prodotto dalla Selig Polyscope Company.

## Distribuzione
Distribuito dalla General Film Company, il film - un cortometraggio in una bobina - uscì nelle sale cinematografiche statunitensi il 15 aprile 1916.